# 16歳のティアラ
『16歳のティアラ』（16さいの - ）は、立川恵による日本の漫画作品。立川のデビュー作。

## 概要
第13回なかよし新人まんが賞入選作品。
『なかよしデラックス』1992年春の号に掲載され、そのままデビュー作となる。KCなかよし『怪盗セイント・テール』単行本第6巻に収録。
立川恵本人があだち充のファンであるため、登場人物の名が「タッチ」から取られているように思われがちの作品だが、立川曰く「タッチは『達也&南』派だった」ので、当作の登場人物の名前に関しては全くの偶然であるとしている。

## あらすじ
高校受験合格発表の日。みなみは雪の降る中、母親に合格報告をするために公衆電話の長蛇の列に並んでいた。傘を無くしていたみなみは頭に雪をかぶり、寒さに震えながら列の中、必死に耐えていた。すると、いきなり列の先頭にいる見知らぬ男の子に大声で呼ばれてしまう。
高校入学後、みなみはその男の子が同級生となった新田である事を知る。みなみは事あるごとに自分を気にかけてくれる新田に惹かれるが、自分の鈍さから気後れして、その好意を伝える事が出来ない。
みなみは何とかして自分の想いを伝えようと考えるが、勇気が出ずに成果も出せない。また、それに伴う空回りで新田に迷惑をかけてしまうばかり。

## 登場人物
南 志穂（みなみ しほ）
1978年生まれ。高校1年生。一人称、呼称ともに「みなみ」。高校の合格発表の日に新田に助けられ、入学以降も世話を焼かれる続けている。気が弱くどんくさく、頼まれごとをされると絶対に断れず、それによって自分が被害を受けても他人を非難できないお人よし。心優しくたおやかだが、典型的ないじめられっ子タイプ。他人に自分の事を笑われたときには、自分も一緒になって笑ってしまい、そこを新田に叱られる事もある。
新田 浩司（にった こうじ）
1978年生まれ。みなみと同じクラスの男の子。みなみに世話を焼き続けている。同じ中学出身のクラスメイト曰く「口の悪い世話好き」でみなみのようなタイプを放っておくことが出来ない。